# Peter Sichrovsky

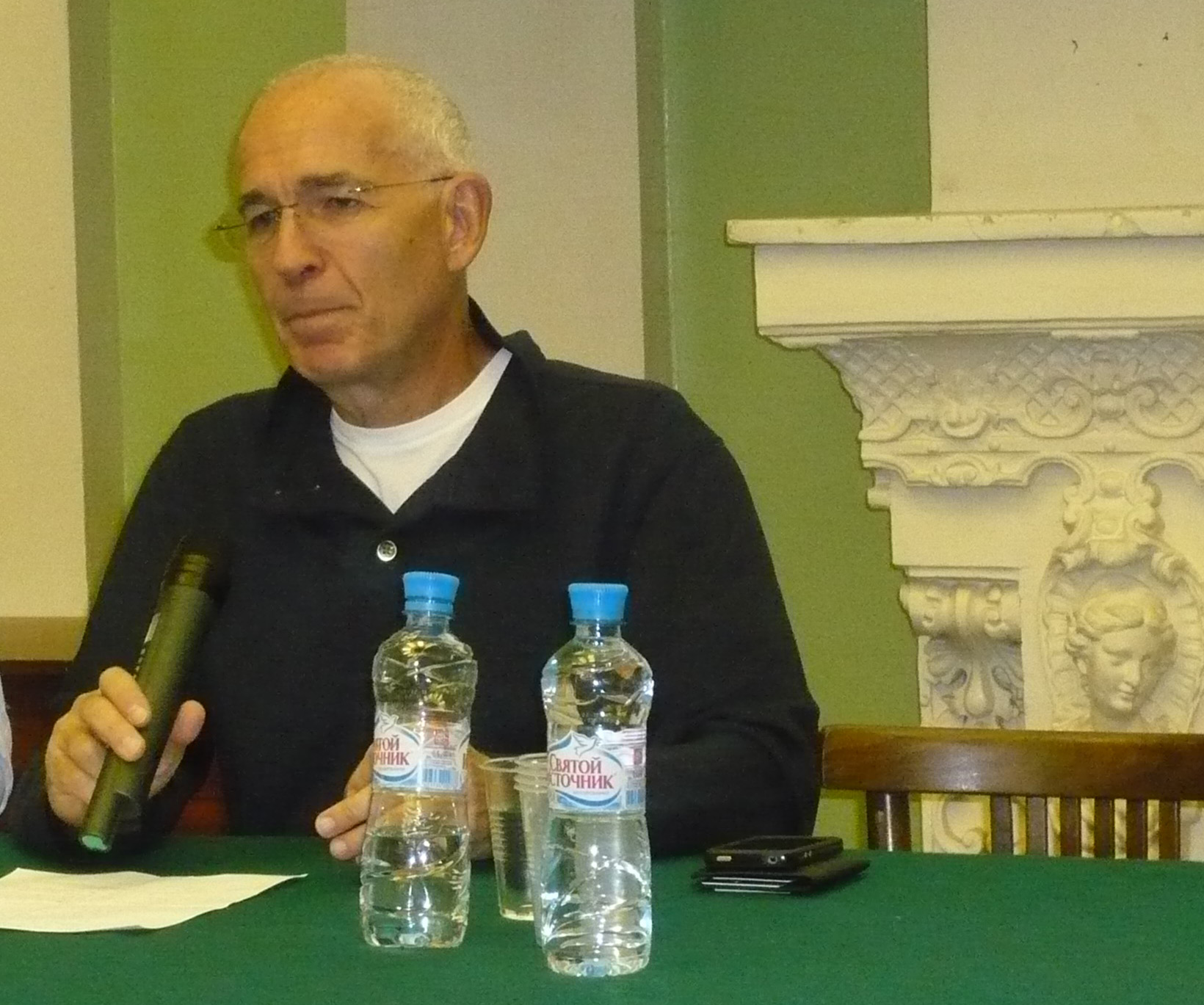
Peter Sichrovsky (2011)

Peter Sichrovsky (* 5. September 1947 in Wien) ist ein österreichischer Journalist, Sachbuchautor, Schriftsteller und ehemaliger Politiker.

## Leben
Sein Studium der Pharmazie und Chemie an der Universität Wien schloss Peter Sichrovsky 1975 mit dem Magistergrad ab. Bis Anfang der 1980er Jahre war er als Produkt- und Marketing-Manager in der Pharma-Industrie tätig. Ab 1980 war er als Schriftsteller und Journalist, unter anderem bei Profil, Spiegel, Süddeutsche Zeitung und Stern, tätig. Peter Sichrovsky war Mitautor der ersten Ausgabe des Sachbuchs Bittere Pillen (1983, Platz 1 der Spiegel-Bestsellerliste vom 3. Oktober 1983 bis zum 8. Jänner 1984 und vom 16. Jänner bis zum 16. September 1984). Von 1988 bis 1991 war er Leiter der Ressorts Kultur und Außenpolitik der damals neu gegründeten Tageszeitung Der Standard.
Anfang der 1990er Jahre rückte Sichrovsky immer weiter nach rechts. Er war Koautor der 1996 veröffentlichten Biographie von Ignatz Bubis, dem damaligen Vorsitzenden des Zentralrats der Juden, mit dem er sich im Zuge der Erstellung des Buches überwarf.
Sichrovsky war von 1996 bis 2004 für die FPÖ Abgeordneter im Europäischen Parlament. Von 2000 bis 2002 war er daneben als Generalsekretär der FPÖ tätig. 2003 trat er aus der FPÖ aus und zog sich nach Ablauf seines Mandates aus der Politik zurück.
Der Politiker jüdischen Glaubens wurde wiederholt wegen seiner FPÖ-Zugehörigkeit kritisiert, unter anderen vom Präsidenten der Israelitischen Kultusgemeinde Wiens Ariel Muzicant. 2005 machte er auf sich aufmerksam, als er detailreich über seine jahrelange Zusammenarbeit mit dem israelischen Geheimdienst Mossad berichtete. Zwei Wochen später widerrief er diese Aussagen wieder.